# Со Сисэки
Со Сисэки (яп. 宋 紫石, 1715—1786); настоящее имя — Кусумото Конахиро (яп. 楠本 幸八郎) — японский художник периода Эдо, мастер школы Нампин-ха.

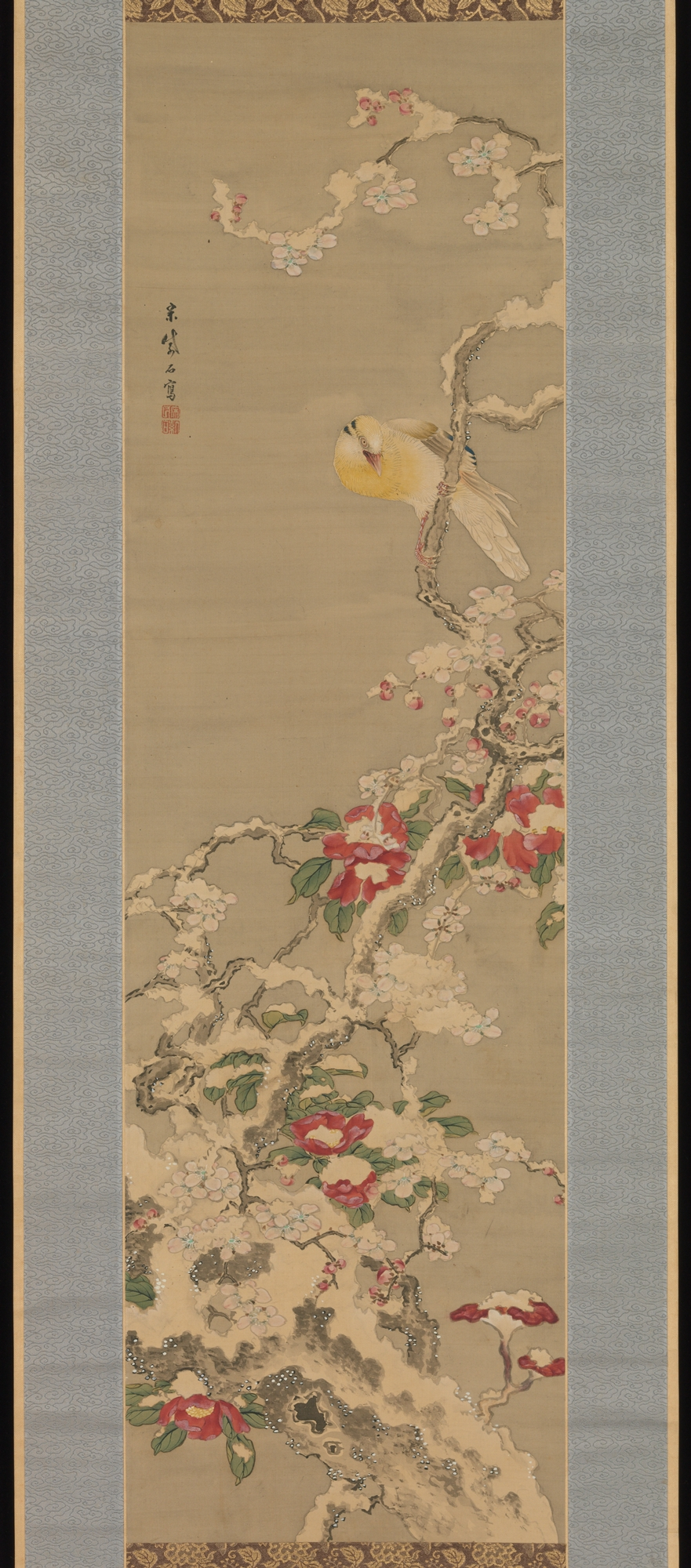
Свиток авторства Со Сисэки

Со Сисэки родился в городе Эдо, но своё обучение мастерству живописи начал в Нагасаки, где его учителем стал китайский художник Сун Цзыянь, взявший в Японии имя Со Сиган. Со Сисэки в итоге взял себе псевдоним в честь своего учителя. Другим его учителем стал Шэнь Цюань, который впоследствии зародил в Нагасаки школу живописи Нампин-ха.
Работы Со Сисэки в жанре «цветы и птицы» и других создавались при помощи широких каллиграфических мазков при создании веток, стволов и камней, технику гохуа для создания листев и лепестков цветов и тонкую штриховку для деталей цветов и перьев птиц, таким образом получалось детальное, реалистичное изображение. Отличительной чертой его работ является создание ярких и детальных изображений на нейтральном фоне, детали которого лишь намечены лёгкими штрихами. По возвращении в Эдо, Со Сисэки стал там практически единственным представителем школы Нагасаки. Он начал обучать живописи других, одним из его учеников стал Сиба Кокан. Другим учеником стал его сын Со Сидзан. Со Сисэки был близок с учёными Хирагой Гэннаем (для учебника его авторства Со Сисэки создал иллюстрации) и Сугита Гэмпаку, распространявшими рангаку и интересовался западным искусством. В стилистике его работ начали появляться черты европейской живописи. При этом, Меккарелли считал, что Со Сисэки сделал декоративные изображения флоры и фауны школы Нампин-ха более зрелыми.. 
В отличие от предшественников в школе его стиль более сосредоточен на деталях, что в свою очередь развилось благодаря интересу к научным трактатам по ботанике. Школа Нампин-ха была названа в честь китайского художника Шэнь Цюаня, прибывшего в Японию всего на два года и обучившего множество последователей; Шэнь Цюань был представителем китайской академической живописи. Основателем школы стал его ученик Кумасиро Юхи, который в стилистическом плане работ зародившейся школы упростил композицию, технику работы с кистью и перестроил пространство работ. В дальнейшем Со Сисэки ещё больше упростил элементы композиции, приведя к усилению эффекта двухмерности изображения. Со Сисэки создал несколько иллюстрированных книг, среди которых сборник его собственных работ («Со Сисэки гафу» (яп. 宋紫石画譜), 1765; Утю кэйдзу (яп. 雨中鶏図), 1771).

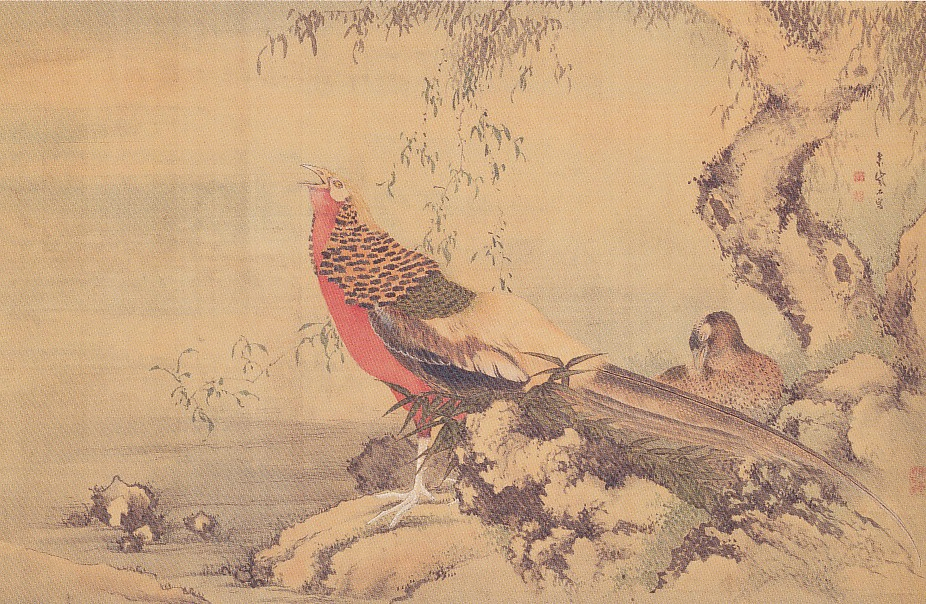
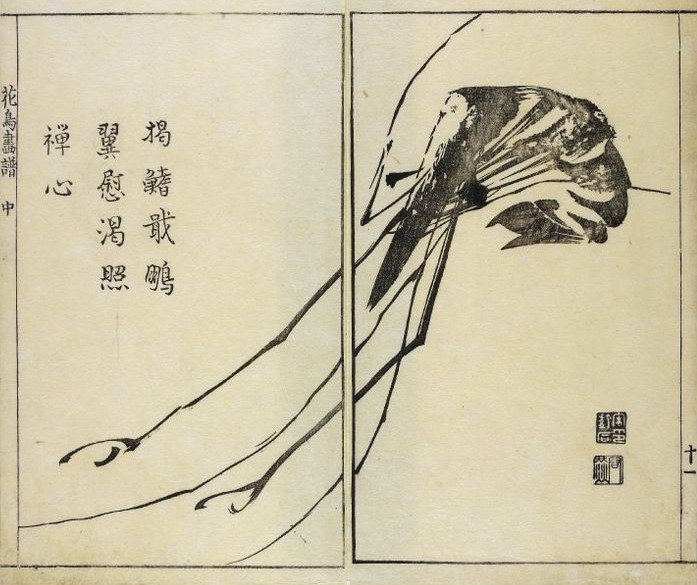
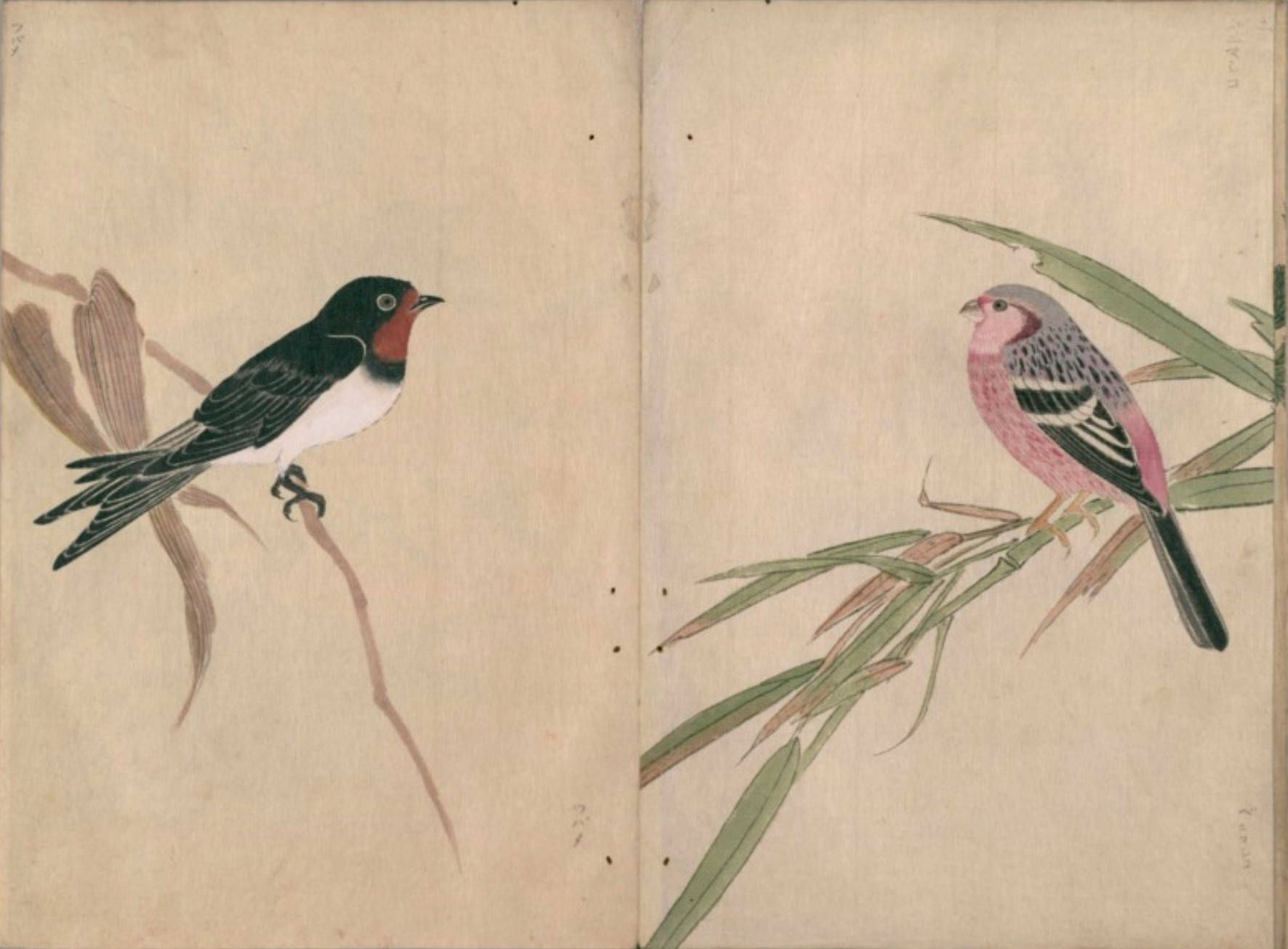
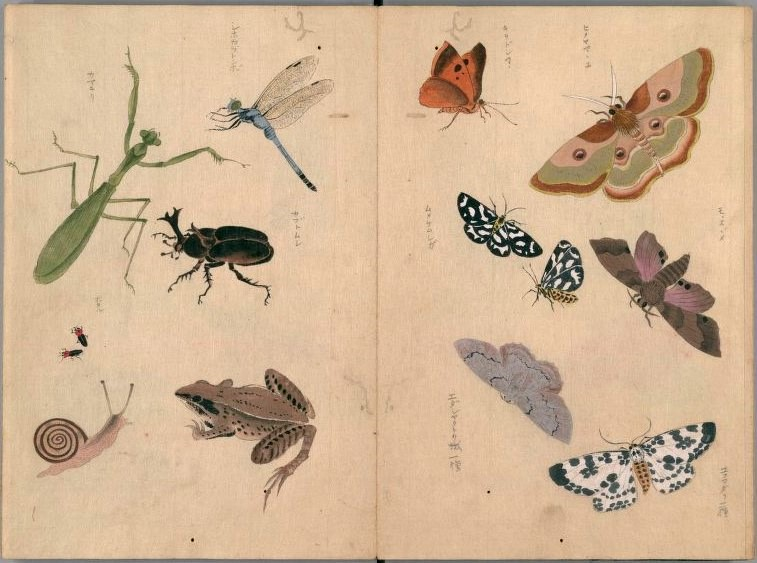
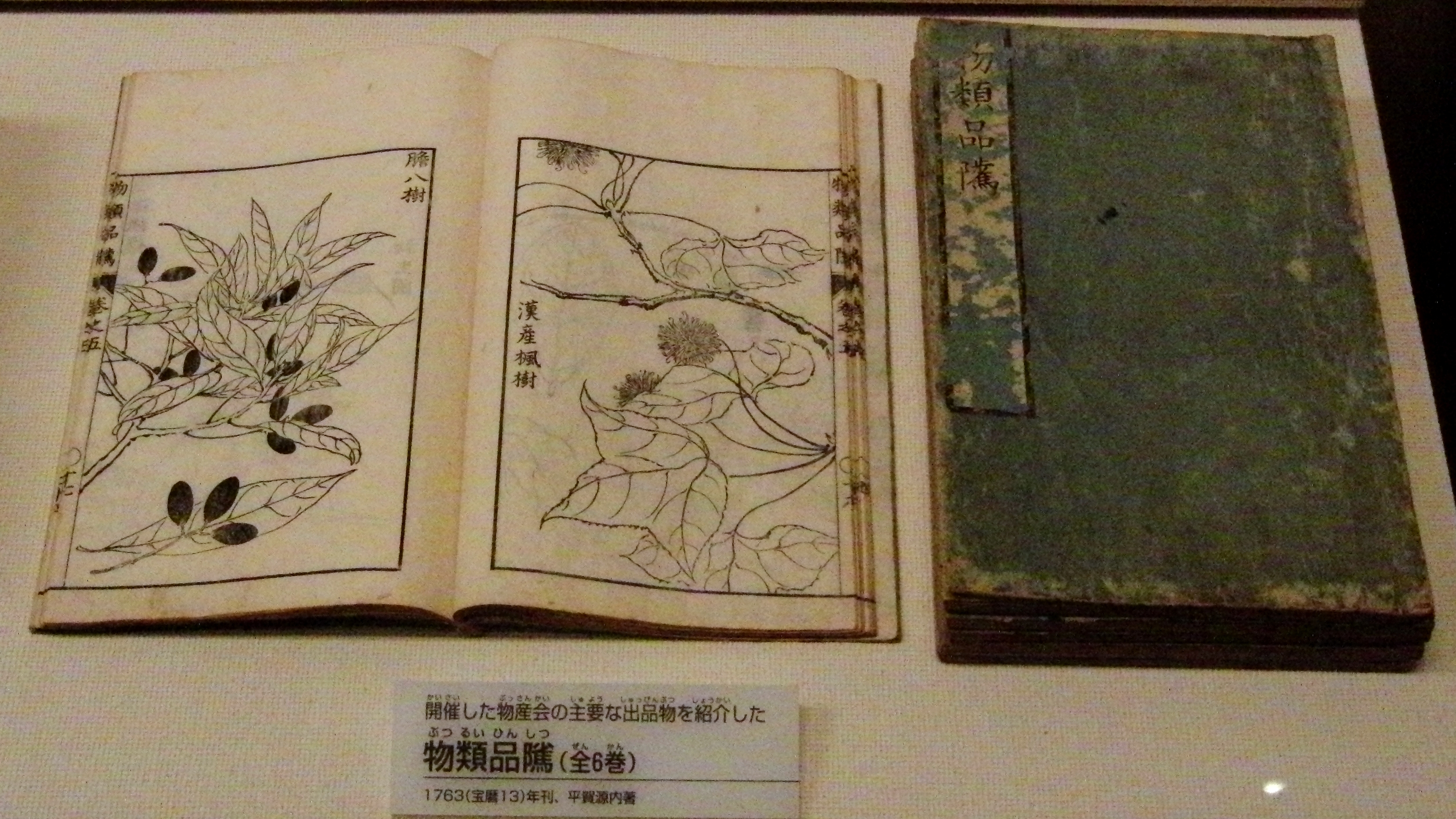